# St. Petrus und Marcellinus (Eußenheim)

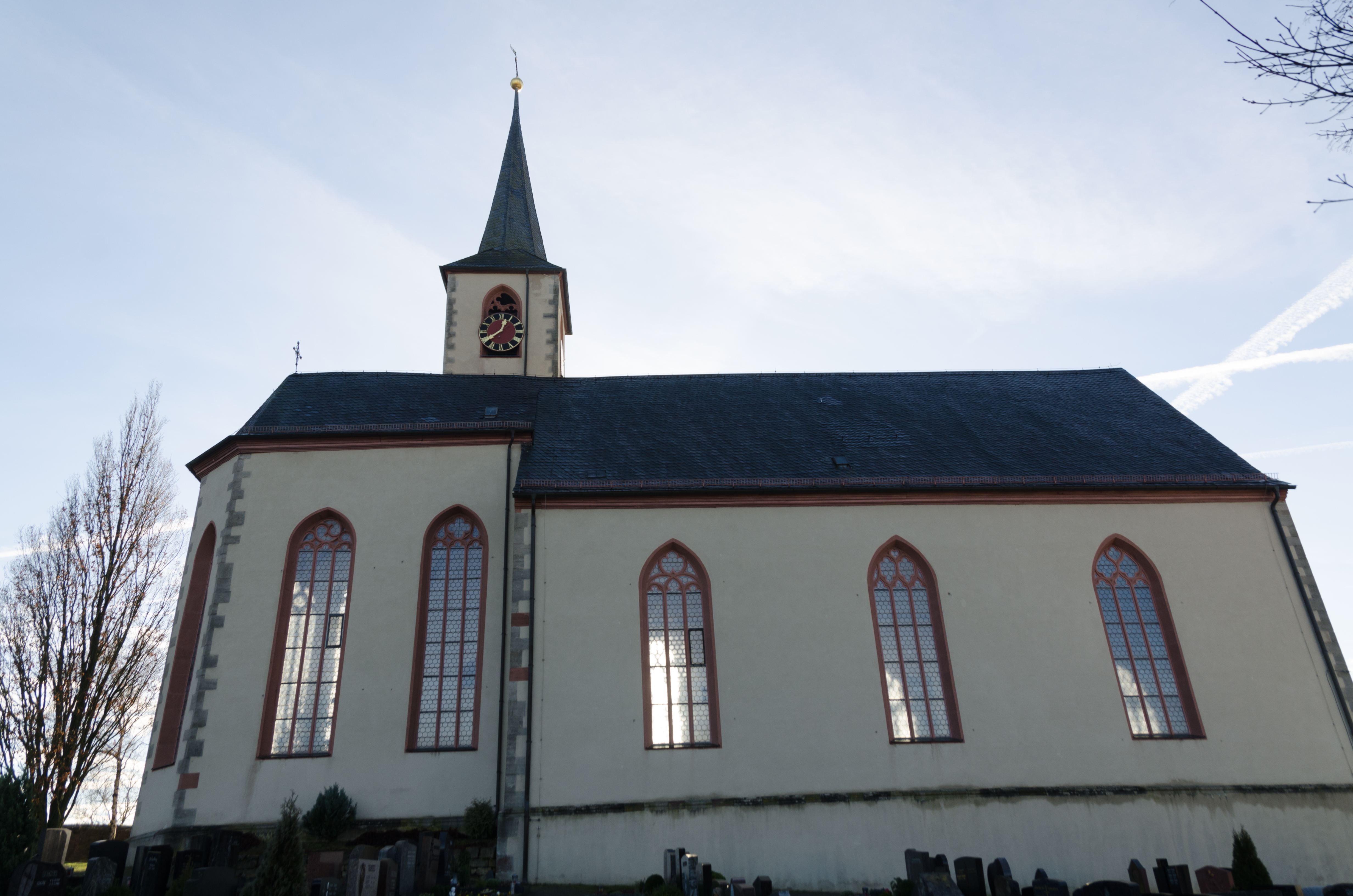
Die Kirche in Eußenheim

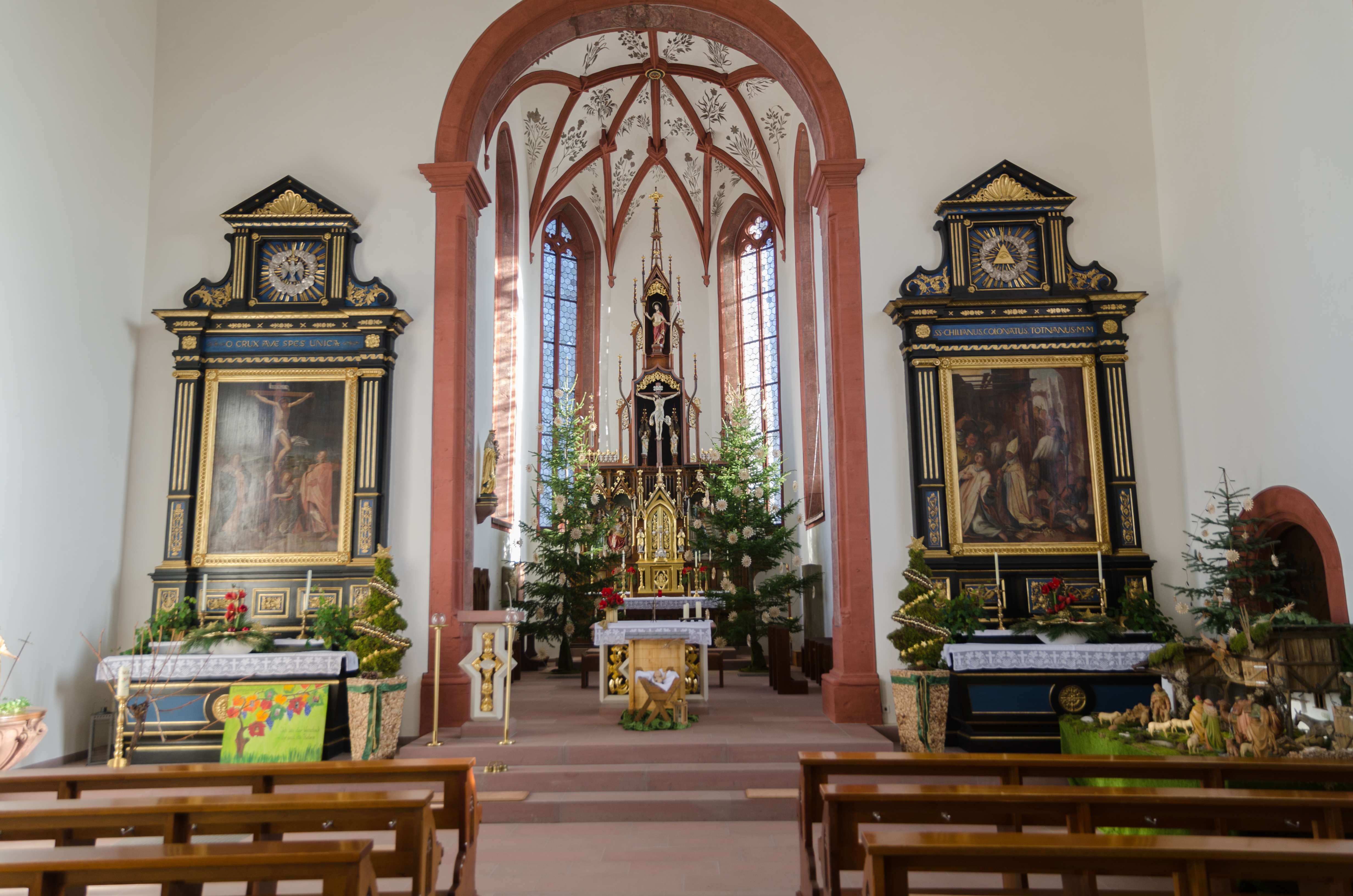
Innenraum der Kirche

Die römisch-katholische Pfarrkirche St. Petrus und Marcellinus ist die Dorfkirche von Eußenheim im unterfränkischen Landkreis Main-Spessart. Sie gehört zu den Baudenkmälern von Eußenheim und ist zusammen mit Resten der Kirchhofmauer unter der Nummer D-6-77-127-1 in die Bayerische Denkmalliste eingetragen. Eußenheim ist der Mittelpunkt der Pfarreiengemeinschaft Bachgrund.

## Geschichte
Eine Kirche in Eußenheim wird in einer Urkunde des Jahres 1277 zum ersten Mal genannt. Zu diesem Kirchenbau, der im Jahr 1615 fast vollständig abbrannte, gehörte wohl der im 13. Jahrhundert errichtete und noch erhaltene Kirchturm. Nach dem Brand wurden der Chor und das Langhaus in den Jahren 1617 bis 1620 neu gebaut. 1622 wurde der Neubau eingeweiht. Im Jahr 1640 brannte auch der Kirchturm. 1890 erhielt die Kirche anstelle der nach dem Brand geschaffenen Einrichtung drei neugotische Altäre, von denen nur noch der Hochaltar (verändert) vorhanden ist.

## Beschreibung
Der Chor mit Kreuzrippengewölbe weist nach Osten. Das Langhaus mit muldenförmiger Decke schließt sich an. Der Kirchturm an der Südseite ist ein Julius-Echter-Turm mit spitzbogigen Schallfenstern. Ihm steht ein rundes Treppentürmchen zur Seite. Das Langhaus besitzt eine muldenförmige Decke. Die Kirchenfenster sind spitzbogig mit Maßwerk.

## Ausstattung
Am Hochaltar sieht man über dem Tabernakel ein Kruzifix und eine Christusfigur  sowie auf den seitlichen Podesten die Kirchenpatrone. Die Seitenaltäre sind wohl im 20. Jahrhundert entstanden. Das Altarbild des rechten Seitenaltars stellt das Martyrium des heiligen Kilian dar, vermutlich im Jahr 1623 gemalt von Johann Ulrich Bühler, das des linken Seitenaltars die Kreuzigung Christi. Neben dem linken Seitenaltar steht der Taufstein mit  Darstellung der Taufe Jesu im Jordan. An der südlichen Wand des Langhauses hängt ein ehemaliges Altarbild der Krönung Mariens, das Johann Baptist de Ruel 1664 schuf.  Weiterhin ist in der Kirche eine Pietà aus der Zeit um 1500 zu sehen. An der Westseite ist eine doppelte Empore mit oben frei schwebendem Orgelgehäuse eingebaut. Im Kirchturm hängen vier Glocken mit den Tönen e’ – g’ – a’ – h’.